# Jan Ankerman
Jan Geert Ankerman (* 2. März 1906 in Wommels; † 27. Dezember 1942 in Rangun) war ein niederländischer Hockeyspieler, der bei den Olympischen Spielen 1928 die Silbermedaille erhielt.

## Karriere
Jan Ankerman war ein Mittelfeldspieler, der für den Haagsche Delftsche Mixed spielte. Ankerman debütierte 1927 in der  niederländischen Nationalmannschaft, für die er insgesamt 15 Länderspiele bestritt.
Beim olympischen Turnier 1928 war Ankerman Außenläufer der niederländischen Mannschaft. Die indische Mannschaft gewann die eine Vorrundengruppe vor den Belgiern, in der anderen Vorrundengruppe platzierten sich die Niederländer vor der deutschen Mannschaft. Im Finale trafen die beiden Gruppenersten aufeinander und die indische Mannschaft gewann mit 3:0. Ankerman wirkte in allen vier Spielen mit. Im April 1929 machte Ankerman sein letztes Länderspiel.
Jan Ankerman starb im Zweiten Weltkrieg in einem japanischen Internierungslager. Jans jüngerer Bruder Geert Ankerman gehörte 1936 zur niederländischen Hockeynationalmannschaft, wurde aber bei den Olympischen Spielen in Berlin nicht eingesetzt.